# Displasia renal multicística
A displasia renal multicística (DRM) ou rim displásico multicístico (RDM) é uma condição resultante da má formação do rim durante o desenvolvimento fetal. O rim consiste em cistos irregulares de tamanhos variados. O rim displásico multicístico é um tipo comum de doença cística renal e é a causa de uma massa abdominal em bebês.

## Sinais e sintomas
Quando o diagnóstico de rim multicístico é feito no útero por ultrassom, a doença é considerada bilateral em muitos casos. As pessoas com doença bilateral geralmente têm outras deformidades graves ou síndromes de malformação polissistêmica. Em casos bilaterais, o recém-nascido tem a característica clássica da síndrome de Potter.
A condição bilateral é incompatível com a sobrevivência, pois o sistema contralateral frequentemente também é anormal. A obstrução da junção ureteropélvica contralateral é encontrada em 3% a 12% dos bebês com rim multicístico e o refluxo vesicoureteral contralateral é visto com ainda mais frequência, em 18% a 43% dos bebês. Devido à alta incidência de refluxo, a cistouretrografia miccional geralmente é considerada aconselhável em todos os recém-nascidos com rim multicístico.

## Causa

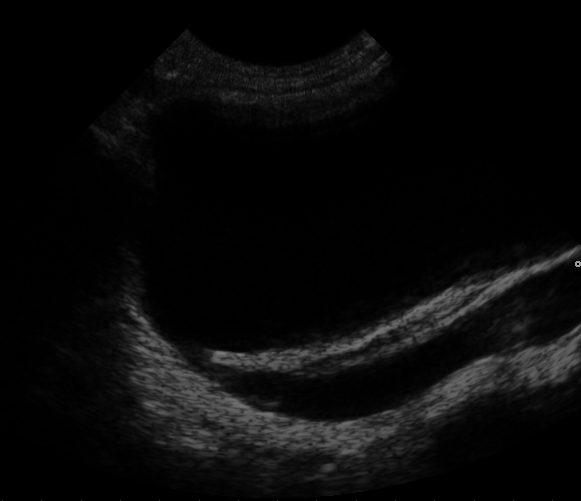
Exame de ultrassom - refluxo vesicoureteral.

A causa do rim displásico multicístico pode ser atribuída à genética. A displasia renal pode ser consequência de uma síndrome genética, que, por sua vez, pode afetar o trato digestivo, o sistema nervoso ou outras áreas do trato urinário. Se a mãe estiver tomando certos medicamentos prescritos, como aqueles para hipertensão, isso também pode ser um fator precipitante.

## Fisiopatologia
O mecanismo do rim displásico multicístico é resultado de uma indução anormal do mesênquima metanéfrico. Isso pode ser resultado de uma dificuldade de formação do ducto de Wolff. Foram determinadas algumas mutações em genes associados à displasia renal (em síndromes). As mutações em questão ocorrem nos genes EYA1 ou SIX1 (síndrome branquio-oto-renal). Acredita-se que o gene PAX2 também desempenhe um papel na DRM.
O rim contralateral geralmente sofre hipertrofia. Acredita-se que esse seja um mecanismo compensatório para o rim displásico multicístico não funcional. Cerca de 90% dos pacientes com DRM terão hipertrofia contralateral na idade adulta. O impacto da hipertrofia contralateral sobre os resultados renais em longo prazo é desconhecido.

## Diagnóstico
A DRM é geralmente diagnosticada por exame de ultrassom antes do nascimento. A idade média no momento do diagnóstico pré-natal é de cerca de 28 semanas. Deve-se fazer uma análise microscópica da urina em indivíduos com provável rim displásico multicístico. Uma meta-análise demonstrou que a DRM unilateral ocorre com mais frequência em homens e a maior porcentagem ocorre no lado esquerdo do corpo.

## Tratamento
A RDM não pode ser tratada. Entretanto, o paciente é observado periodicamente nos primeiros anos, durante os quais geralmente são feitos ultrassons para garantir que o rim saudável esteja funcionando adequadamente e que o rim não saudável não esteja causando efeitos adversos. Em casos graves, a DRM pode levar à fatalidade neonatal (em casos bilaterais); no entanto, em casos unilaterais, o prognóstico pode ser melhor (dependeria das anomalias associadas).

## Epidemiologia
Com relação à epidemiologia da displasia renal multicística, estima-se que a incidência seja de 1 em cada 4.000 nascidos vivos, o que a torna rara em termos da população em geral.